# Dibarión
Los dibariones son una gran familia de partículas hipotéticas que se compondría de seis quarks de cualquier número cuántico. Se prevé que sean bastante estables una vez formados, pero su existencia no ha sido confirmada.

## Teorías de su formación
Hay una teoría que dice que las partículas extrañas tales como los hiperones y los dibariones H podrían formarse en el interior de una estrella de neutrones, modificando su relación de masa-radio de manera que pudieran ser detectados. Por el contrario, las mediciones de las estrellas de neutrones establecen limitaciones a las posibles propiedades de los dibariones.
La teoría sugiere que una gran fracción de neutrones podría convertirse en hiperones y fundirse en dibariones durante la primera fase del colapso de una estrella de neutrones a un agujero negro. Estos dibariones se disolverían rápidamente en un plasma compuesto de quarks y gluones durante el colapso, o entrando en algún estado de la materia actualmente desconocido.

## Búsqueda de la partícula
Robert Jaffe en 1977 propuso la existencia de un posible H dibarión estable (con la composición de quarks udsuds), mediante la combinación de dos hiperones uds.
Se han sugerido una serie de experimentos para detectar el decaimiento del dibarión y sus interacciones. En la década de los 90 se observaron varios candidatos de decaimiento del dibarión, pero no han sido confirmados.